# Aleksandr Oparin
Aleksandr Ivánovich Oparin —del ruso: Алекса́ндр Ива́нович Опа́рин— (Úglich, 2 de marzo de 1894 – Moscú, 21 de abril de 1980) fue un biólogo y bioquímico soviético que realizó importantes avances conceptuales con respecto al origen de la vida en el planeta Tierra.

## Biografía
A los 10 años coleccionó su primer herbario y estando en el liceo se familiarizó con la teoría de la evolución de Charles Darwin (El origen de las especies) a través de las publicaciones del profesor Kliment Timiriázev. 
Aleksandr Oparin se graduó en la Universidad Estatal de Moscú en 1917. En 1924 comenzó a desarrollar una hipótesis acerca del origen de la vida, que consistía en un desarrollo constante de la evolución química de moléculas de carbono en el caldo primitivo. La hipótesis de Oparin fue retomada por Miller, quien logró crear parcialmente materia orgánica a partir de materia inorgánica.
En 1935 fundó el Instituto Bioquímico RAS y en 1946 fue dimitido en la Academia de Ciencias de la URSS. En 1970 fue elegido presidente de la Sociedad Internacional para el Estudio de los Orígenes de la Vida (International Society for the Study of the Origin of Life). Está enterrado en el Cementerio Novodévichi de Moscú.

## Teoría del origen de la vida
Fue una de las teorías que se propusieron a mediados del siglo XX para intentar responder a la pregunta: ¿cómo surgió la vida?, después de haber sido rechazada la teoría de la generación espontánea.
Gracias a sus estudios de astronomía, Oparin sabía que en la atmósfera del Sol, de Júpiter y de otros cuerpos celestes, existen gases como el metano, el hidrógeno y el amoníaco. Estos gases son sustratos que ofrecen carbono, hidrógeno y nitrógeno, los cuales, además del oxígeno presente en baja concentración en la atmósfera primitiva y más abundantemente en el agua, fueron los materiales de base para la evolución de la vida.
Para explicar cómo podría haber agua en el ambiente ardiente de la Tierra primitiva, Oparin usó sus conocimientos de geología. Los 30 km de espesor medio de la corteza terrestre constituidos de roca magmática evidencian, sin duda, la intensa actividad volcánica que había en la Tierra. Se sabe que actualmente es expulsado cerca de un 10% de vapor de agua junto con el magma, y probablemente también ocurría de esta forma antiguamente. La persistencia de la actividad volcánica durante millones de años habría provocado la saturación en humedad de la atmósfera. En ese caso el agua ya no se mantendría como vapor.
Oparin imaginó que la alta temperatura del planeta, la actuación de los rayos ultravioleta y las descargas eléctricas en la atmósfera (relámpagos y rayos) podrían haber provocado reacciones químicas entre los elementos anteriormente citados. Esas reacciones darían origen a aminoácidos, los principales constituyentes de las proteínas, y otras moléculas orgánicas.
Las temperaturas de la Tierra, primitivamente muy elevadas, bajaron hasta permitir la condensación del vapor de agua. En este proceso también fueron arrastrados muchos tipos de moléculas, como varios ácidos orgánicos e inorgánicos. Sin embargo, las temperaturas existentes en esta época eran todavía lo suficientemente elevadas como para que el agua líquida continuase evaporándose y licuándose continuamente.
Oparin concluyó que los aminoácidos que eran depositados por las lluvias no regresaban a la atmósfera con el vapor de agua, sino que permanecían sobre las rocas calientes. Supuso también que las moléculas de aminoácidos, con el estímulo del calor, se podrían combinar mediante enlaces peptídicos. Así surgirían moléculas mayores de sustancias albuminoides. Serían entonces las primeras proteínas en existir.
La insistencia de las lluvias durante millones de años acabó llevando a la creación de los primeros océanos de la Tierra. Y hacia ellos fueron arrastradas, con las lluvias, las proteínas y aminoácidos que permanecían sobre las rocas. Durante un tiempo incalculable, las proteínas se acumularían en océanos primordiales de aguas templadas del planeta. Las moléculas se combinaban y se rompían y nuevamente volvía a combinarse en una nueva disposición. De esa manera, las proteínas se multiplicaban cuantitativa y cualitativamente.
Disueltas en agua, las proteínas formaron coloides. La interacción de los coloides llevó a la aparición de los coacervados. Un coacervado es un agregado de moléculas mantenidas unidas por fuerzas electrostáticas. Esas moléculas son sintetizadas abióticamente. Oparin llamó coacervados a los protobiontes. Un protobionte es un glóbulo estable que es propenso a la autosíntesis si se agita una suspensión de proteínas, polisacáridos y ácidos nucleicos. Muchas macro moléculas quedaron incluidas en coacervados preservados.
Es posible que en esa época ya existieran proteínas complejas con capacidad catalizadora, como enzimas o fermentos, que facilitan ciertas reacciones químicas, y eso acelerara bastante el proceso de síntesis de nuevas sustancias.
Cuando ya había moléculas de nucleoproteínas, cuya actividad en la manifestación de caracteres hereditarios es bastante conocida, los coacervados pasaron a envolverlas. Aparecían microscópicas gotas de coacervados envolviendo nucleoproteínas. En aquel momento faltaba solo que las moléculas de proteínas y de lípidos se organizasen en la periferia de cada gotícula, formando una membrana lipoproteica. Estaban formadas entonces las formas de vida más rudimentarias.
Así Oparin abrió un camino donde químicos orgánicos podrían formar sistemas microscópicos y localizados (posiblemente precursores de las células) a partir de los cuales esas primitivas formas de vida podrían desarrollarse.
Y en esta línea ordenada de procesos biológicos, van avanzando con cada vez más importancia: la competencia y la velocidad de crecimiento, sobre los que actuaría la selección natural, determinando formas de organización material que es característica de la vida actual.
Según la teoría de Oparin-Haldane, la vida surgió poco a poco a partir de moléculas inorgánicas: primero, se formaron “unidades estructurales” como aminoácidos y luego se combinaron para dar paso a polímeros complejos.
Con el experimento de Miller y Urey se demostró por primera vez que las moléculas orgánicas necesarias para la vida podían formarse a partir de componentes inorgánicos.

## Crítica
Diversos genetistas han objetado el modelo gradualista de Oparin, señalando que el momento clave en la aparición de la vida debía haber representado necesariamente la aparición de los primeros genes. Hoy en día, que se conoce más acerca de la estructura química del ADN en los genes muchos científicos admiten que es evidente que haya existido un gran nivel de complejidad que debió ser alcanzado desde el comienzo de la vida. En este sentido, ha sido señalado, por ejemplo, que en su libro de 1938, Oparin no tomó en cuenta el origen de los ácidos nucléicos, puesto que en esta época se desconocía el rol fundamental que tienen estos procesos genéticos para la vida.
Por otro lado, es de notarse que Oparin mismo creía que era imposible reconciliar sus creencias darwinistas con la idea de una evolución gradual compleja respecto a la idea de que la vida debió haber emergido con un metabolismo autótrofo que incluía clorofila, enzimas y la habilidad de sintetizar compuestos orgánicos del CO2. Contrario a la creencia popular, en su panfleto de 1924, Oparín no se asumió la existencia de una atmósfera primitiva, al argumentar que los carburos serían oxidados en forma de alcoholes, aldehídos y cetonas, causando una hidrólisis de nitruros que formaría "compuestos muy complicados" de los cuales, suponía, se formarían proteínas y carbohidratos.